# Lať (řezivo)

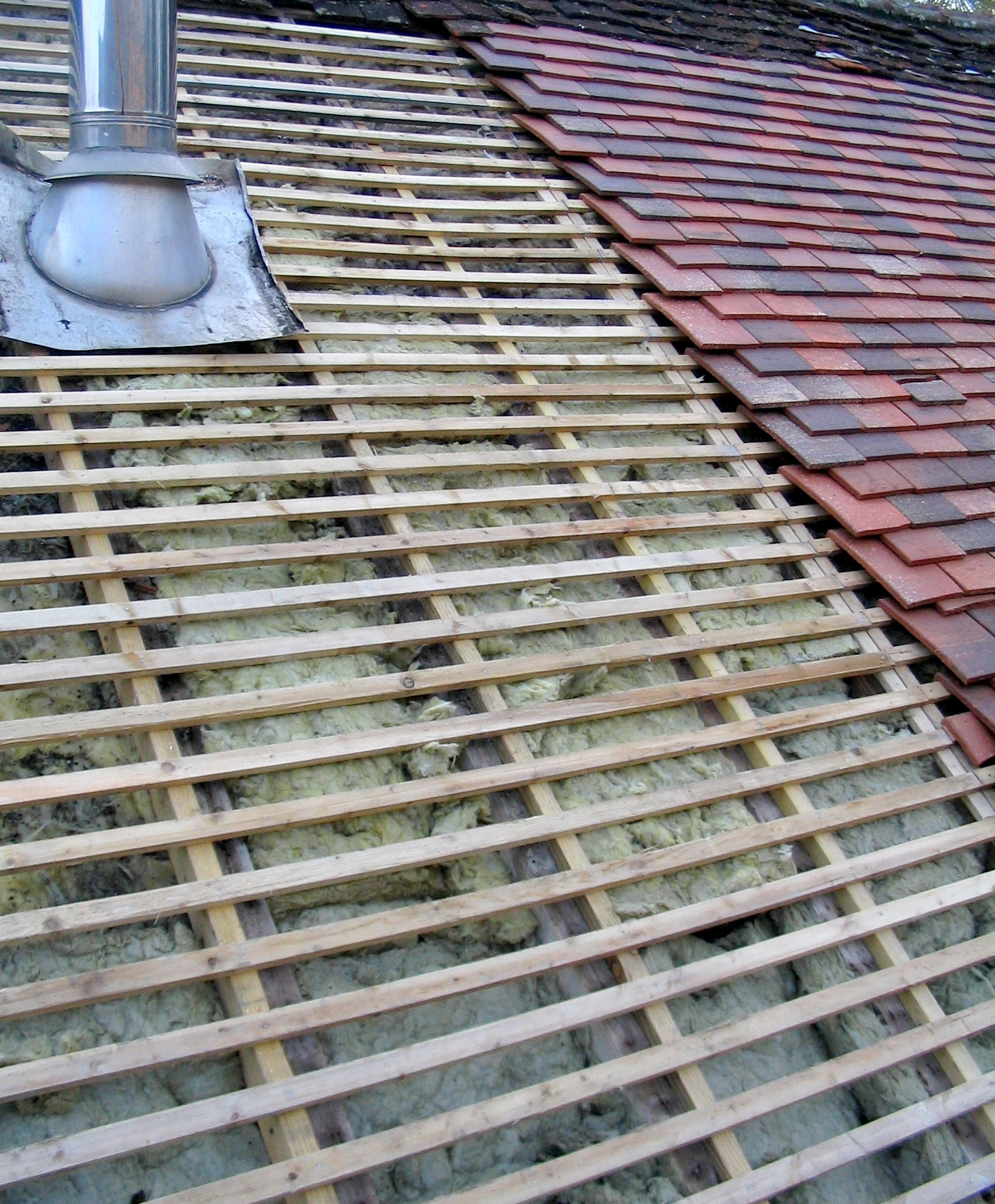
Vodorovné latě na krokvích pro uložení střešní krytiny.

Lať je druh hraněného řeziva s plochou příčného průřezu 10 až 25 cm². Nejčastěji slouží jako podklad pro uložení střešních krytin nebo upevnění obkladů stěn. Vyrábějí se z listnatého i jehličnatého dřeva. Střešní latě mívají nejčastěji průřez 40 × 60 nebo 30 × 50 mm.